# Diane Hegarty

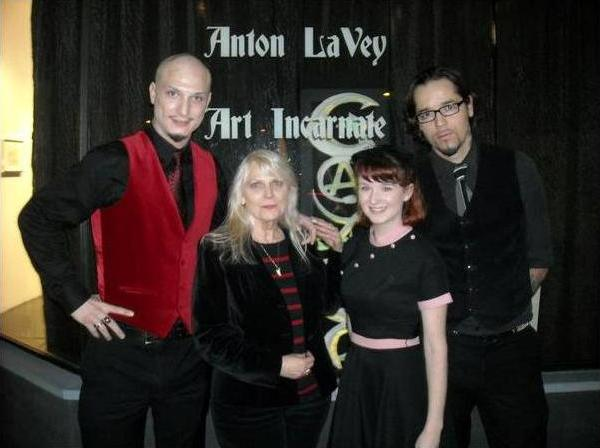
Diane Hegarty in 2009

Diane Hegarty (10 juli 1942 – 23 juli 2022) was een Amerikaans sataniste en medeoprichter van de Church of Satan. Ze heeft bijna twintig jaar de titel High Priestess gehad. 

## Biografie
Hegarty is ook bekend als Diane LaVey en Diana Hall. Naast zelfverklaard heks en tovenaar, is ze mede-oprichter van de satanskerk, samen met Anton LaVey.
De satanist Anton LaVey scheidde in 1960 van zijn eerste vrouw, Carole Lansing. Hij begon hierna een relatie met Hegarty die 25 jaar duurde, van 1960 tot 1985. Ze kregen een kind,  Zeena Schreck (geboren LaVey). De relatie tussen Diane en Anton eindigde met rechtszaken over de verdeling van hun bezittingen. Diane Hegarty komt voor in veel op film gezette rituelen van de satanskerk. Deze video's zijn informatiebron geworden voor degenen die een indruk willen krijgen van satanisme. Naast haar bezigheden als gastvrouw, tovenaarsvrouw en moeder, hielp ze LaVey een leeuwenwelp genaamd Togare grootbrengen.
Hegarty hield de administratie van de kerk bij en typte en redigeerde de Satansbijbel, The Satanic Rituals, The Satanic Witch en The Devil’s Notebook. Ze deed de persvoorlichting en onderhield contacten met de leden. Hun dochter Zeena kreeg media-aandacht bij haar satanische doop op 3-jarige leeftijd, en later opnieuw toen ze de satanskerk verdedigde tegen aantijgingen van Satanisch ritueel misbruik in de jaren 1980. Ze was in die tijd (1985-1990) hogepriester en contactpersoon met de pers. Dit alles vond plaats tijdens de christelijk-funamentalistische heksenjacht in de Verenigde Staten. Zeena Schreck verliet de satanskerk en herriep het satanisme in 1990 om haar eigen spirituele pad te volgen; ze verbrak daarbij het contact met haar familie.
In haar latere leven hield Hegarty zich bezig met de loopbaan van haar kleinzoon Stanton. Ook werkte ze als grafoloog. In verband hiermee gaf ze toe dat ze de inscriptie die Marilyn Monroe op haar beroemde naaktkalender geschreven zou hebben, had vervalst. Deze kalender gebruikte Anton als bewijs dat hij een verhouding met Monroe zou hebben gehad.